# 安·邁耶斯
安·邁耶斯·德雷斯代爾（英語：Ann Meyers Drysdale，1955年3月26日—）是一名美國女性前籃球運動員和體育主持人，她也是史上第一位與美國國家籃球協會（NBA）球隊簽約的女性。1993年5月10日，她入選奈史密斯籃球名人堂。

## 生平

### 學生時期
安·邁耶斯出生於體育世家，父親曾是職業籃球運動員，其兄戴夫·迈耶斯也曾效力於NBA。在高中時期，安就已展現出色的籃球天賦，1974年，她成為第一位為美國國家隊效力的高中生。後加入籃球名校加利福尼亚大学洛杉矶分校；並成為當時第一位獲得美國大學四年全額體育獎學金的女性球員。

### 職業賽事
在1979年9月5日，邁耶斯與NBA的印第安那溜馬，簽下了一份50,000美元的合同，後續也隨球隊參加了季前訓練營；儘管她最終沒有進入正式名單，但作為史上唯一一名與NBA簽約的女籃球員，仍具有象徵意義。在挑戰NBA未果後，她加入了女子職業籃球聯盟（WPBL）的新澤西寶石隊。

### 國際賽事
邁耶斯是贏得1975年泛美運動會金牌的美國隊成員之一。在1976年蒙特婁夏季奧運會中則代表美國隊獲得銀牌。1979年，美國女籃在国际篮联女子篮球世界杯中終止了蘇聯女籃隊的五連霸，這是自1957年以來美國首次獲得世界冠軍頭銜。此外，她也參加了1979年於臺灣舉行的威廉·瓊斯盃國際籃球邀請賽，該年美國隊以六戰全勝獲得金牌。

## 家庭
1986年11月1日，安·邁耶斯與前洛杉磯道奇棒球名人堂投手唐·德萊斯戴爾結婚，並更名安·邁耶斯·德雷斯代爾，這是已婚夫婦首次成為各自體育名人堂的成員。他們有三個孩子：小兒子唐（Don Jr）和達倫（Darren），以及女兒德露（Drew）。

## 外部連結
- Ann Meyers weblog （页面存档备份，存于）